# Paraguay ai Giochi della XIX Olimpiade
Il Paraguay partecipò ai Giochi della XIX Olimpiade che si sono svolti a Città del Messico dal 12 al 27 ottobre 1968, con una delegazione di un solo atleta, lo schermidore Rodolfo da Ponte, che gareggiò nel fioretto venendo eliminato nel primo turno. Fu la prima partecipazione di questo paese ai Giochi.